# If Only (Andrea Bocelli)
If Only è un singolo del cantante italiano Andrea Bocelli, pubblicato il 15 giugno 2018 come primo estratto dal sedicesimo album in studio Sì.

## Descrizione
Il singolo, entrato in rotazione radiofonica il 9 novembre successivo, è cantato in lingua italo-inglese e ha visto la collaborazione della cantante britannica Dua Lipa. Originariamente il brano è cantato dal solo Andrea Bocelli sempre in lingua italo-inglese.

## Video musicale
Un primo videoclip del brano al quale prende parte il solo tenore, è stato pubblicato il 17 giugno 2018 sul canale Vevo-YouTube del cantante ed è stato girato in varie località italiane.
Un secondo videoclip è stato pubblicato il 2 novembre 2018 e vede come protagonisti Andrea Bocelli e Dua Lipa.

## Tracce
1. If Only – 3:37